# Kermario
Kermario is een gehucht van de gemeente Carnac in het Franse departement van Morbihan, regio Bretagne. 
Kermario ligt nabij het gehucht Le Menec en heeft de Alignement de Kermario en de Kerlescan, die aansluiten bij die van de Alignement du Menec. Samen vormen ze een geheel van bijna 3000 menhirs, op een stuk van ongeveer 4 km, waarbij nog dolmen en hunebedsgrafheuvels aanwezig zijn. Deze alignements staan allen in verschillende lange rijen opgesteld van oost naar west, naargelang de op- en ondergang van de zon.
Vanwege schade door "toeristen" en vandalen, die er hun namen opkrasten, worden deze menhirstenen nu beschermd door een omheinde draadhekken. Bezoeken met gidsen zijn nog mogelijk tussen de alignements.